# Andaspis kashicola
Andaspis kashicola är en insektsart som först beskrevs av Takahashi 1957.  Andaspis kashicola ingår i släktet Andaspis och familjen pansarsköldlöss. Inga underarter finns listade i Catalogue of Life.